# STX (Modul-PC)

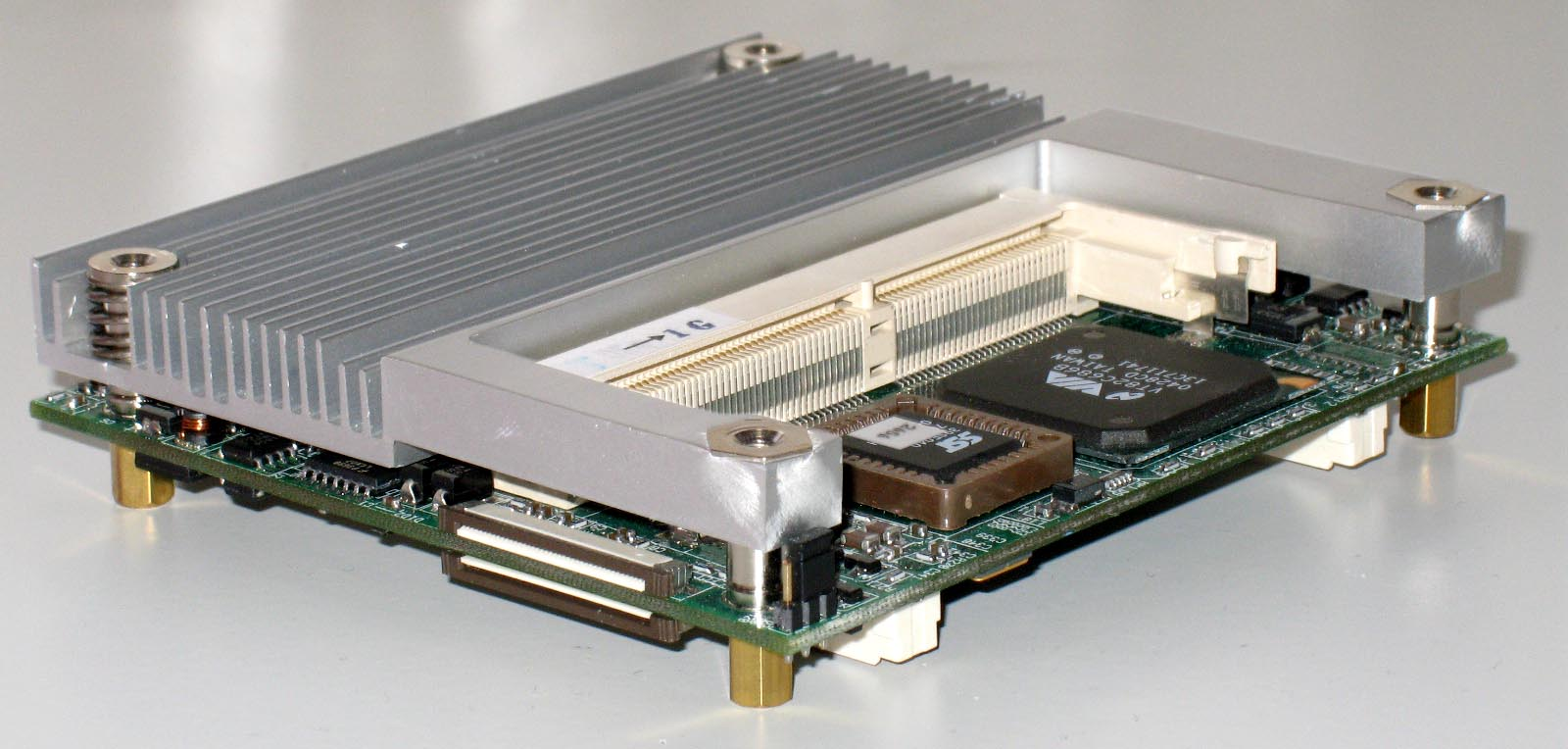
STX-Modul ohne RAM

STX (Smarter Technology eXtension) ist ein Formfaktor für embedded Modul-PCs. Dieser Industriestandard wurde 1999 von der Firma IBSMM als Nachfolger des PC/104 Standards entwickelt und auf der Messe CeBIT im Februar 2000 vorgestellt. Das STX-Modul hat wie PC/104 eine Größe von 90,17 mm × 95,89 mm. Zusätzlich zum ISA-Bus und dem PCI-Bus sind beim STX-Modul auch die Signale zur Peripherie sowie den Schnittstellen (u. a. eIDE, FDD, Parallelport, zwei serielle Schnittstellen, Tastatur und Maus, zwei USB-Schnittstellen, Ethernet, Audio (AC97), VGA und Flat-Panel-Interface) an zwei jeweils 200-polige Steckverbinder herausgeführt. Die STX-Module sind dafür konzipiert, mit individuell für die Anwendung entwickelten Baseboards eingesetzt zu werden. Auf diesen Baseboards werden die anwendungsspezifische Hardware z. B. mit dem ISA- bzw. PCI-Bus verschaltet, die Schnittstellen des Moduls mit der zusätzlich erforderlichen Beschaltung versehen und nach außen geführt sowie die Spannungsversorgung angepasst.